# Usedlost čp. 140 (Liptaň)
Usedlost čp. 140 se nachází ve vsi Liptaň v okrese Bruntál. Částečně zděný a částečně dřevěný roubený dům z 19. století je zapsán jako kulturní památka od roku 1976. Součástí kulturní památky je dům čp. 140 a přistavěná kaplička.

## Popis

### Dům čp. 140
Částečně zděný a částečně dřevěný roubený dům je postaven na půdorysu obdélníku na vysoké podezdívce, je podsklepený. Na severní straně je přistavěna dřevěná pavlač. Sedlová střecha, která je krytá břidlicí, kryje i pavlač. Stavba je orientovaná okapovou stanou k ulici. Štítové průčelí má dvě segmentová okna a nad hlavní římsou je deštěný trojúhelníkový štít s větracími okénky. K hlavnímu vchodu vede dřevěná pavlač s dřevěnými sloupky a plným zábradlím. Pod pavlačí je vchod do sklepů, kde je i umístěná studna. Dvě sklepní místnosti mají valenou klenbu a dvě místnosti jsou zaklenuty křížovou klenbou. V obytné části má valenou klenbu předsíň, tři místnosti jsou s plochým stropem a jedna s trámovým stropem. V kuchyni byla kachlová kamna.

### Kaplička
U schodiště na pavlač je přistavěna kaplička. Má sedlovou střechu krytou břidlicí. Nad jednoduchou korunní římsou je trojúhelníkový štít. Ve výklenku obrazy s náboženskou tematikou.